# Атал Бихари Ваџпаји
Атал Бихари Ваџпаји (25. децембар 1924 – 16. август 2018) је био индијски политичар, државник и песник који је служио три мандата као премијер Индије. Први мандат му је трајао само 13 дана током 1996, а затим је био на дужности премијера 13 месеци током 1998. и 1999, и коначно, одслужио је пун мандат између 1999. и 2004. Био је члан партије Бхаратија Џаната (БЏП), и био је први премијер Индије који није био члан Индијског националног конгреса, а одслужио је пун петогодишњи мандат.
Био је посланик у индијском парламенту током више од пет деценија. Био је биран у Лок сабху, доњи дом, десет пута, и два пута у Раџја сабху, горњи дом. Као посланик је био представник Лакнауа до 2009, када је прекинуо активно бављење политиком из здравствених разлога. Ваџпаји је био међу оснивачима партије Бхаратија Џана Санг (БЏС), чији је био председник од 1968 до 1972. БЏС се спојила са неколико других партија чиме је оформљена Партија Џаната, која је победила на општим изборима 1977. Ваџпаји је постао министар спољних послова у кабинету премијера Морарџија Десаија. Поднео је оставку 1979, а Џаната савез се распао убрзо потом. Бивши чланови БЏЗ су основали БЏП 1980, а Ваџпаји је био први председник нове партије.
Током његовог премијерског мандата, Индија је спровела нуклеарне пробе Покран-II 1998. године. Ваџпаји је тежио да побољша дипломатске односе са Пакистаном, па је отпутовао у Лахоре аутобусом како би се састао са премијером Навазом Шарифом. Након Каргилског рата са пакистаном, тежио је да поново успоставио односе са Пакистаном, позвавши пакистанског председника Первеза Мушарафа у Индију на самит у агри.
Председник Индије, Пранаб Мукерџи му је 2015. доделио највиши индијски цивилни орден, Барат Ратна. Влада Нарендре Модија је 2014. прогласила Ваџпајиев рођендан, 25. децембар Даном добре управе. Умро је 16. августа 2018. услед болести изазване старошћу.

## Даља литература
- L.K. Advani. My Country My Life. Advani, L. K. (2008). My Country My Life. Rupa & Company. ISBN 978-81-291-1363-4..
- M.P. Kamal. Bateshwar to Prime Minister House – An Interesting Description of Different Aspects of Atalji's . Pī Kamala, Ema (2003). Atal Bihari Vajpayee: Bateshwar to Prime Minister House : An Interesting Description of Different Aspects of Atalji's Inspiring Life. Raja Pocket Books. ISBN 978-81-7604-600-8..
- G.N.S. Raghavan. New Era in the Indian Polity, A Study of Atal Bihari Vajpayee and the BJP. Raghavan, G. N. S.; Chari, Seshadri (1996). A New Era in the Indian Polity: A Study of Atal Bihari Vajpayee and the BJP. Gyan Publishing House. ISBN 978-81-212-0539-9..
- P. R Trivedi. Atal Bihari Vajpayee: The man India needs : the most appropriate leader for the twentyfirst century. Trivedi, Priya Ranjan (2000). Atal Bihari Vajpayee: The Man India Needs : The Most Appropriate Leader for the Twentyfirst Century. World Institution Building Programme. ISBN 978-81-7696-001-4..
- Sujata K. Dass. " prem k jain ". Dass, Sujata K. (2004). Atal Bihari Vajpayee: Prime Minister of India. Gyan Publishing House. ISBN 978-81-7835-277-0..
- Poet politician Atal Bihari Vajpayee: A biography. Sole distributors, Kitab Ghar Prakashan. јануар 1998. ASIN B0006FD11E..
- Atal Bihari Vajpayee; profile & personal views. Popular Book Services. јануар 1967. ASIN B0006FFBV2..
- C.P. Thakur. India Under Atal Behari Vajpayee: The BJP Era. Thakur, Chandreshwar Prasad; Sharma, Devendra P. (1999). India Under Atal Behari Vajpayee: The BJP Era. UBS Publishers' Distributors. ISBN 978-81-7476-250-4.
- Sita Ram Sharma (1998). Prime Minister Atal Behari Vajpayee: Commitment to power. Sublime Publications. ISBN 978-81-85809-24-3..
- Bhagwat S. Goyal Values, Vision & Verses of Vajpayee: India's Man of Destiny 2001 Ghaziabad, Uttar Pradesh. Vajpayee, Atal Bihari (2001). Values, Vision & Verses of Vajpayee: India's Man of Destiny. Srijan Prakashan. ISBN 978-81-87996-00-2..
- Darshan Singh (2001). Atal Behari Vajpayee: The arch of India. United Children's Movement. ISBN 978-81-86405-25-3..
- Mandate for political transition: Reemergence of Vaypayee. Rawat Publications. јануар 2000. ASIN B0006FEIHA..
- Sujata K. Das. Atal Bihari Vajpayee. Dass, Sujata K. (2004). Atal Bihari Vajpayee: Prime Minister of India. Gyan Publishing House. ISBN 978-8178352770.